# Mike Rounds
Marion Michael Rounds (* 24. října 1954, Huron, Jižní Dakota) je americký politik za Republikánskou stranu. Od roku 2015 je senátorem USA za stát Jižní Dakota. V letech 2003–2011 byl guvernérem Jižní Dakoty.
Za jeho působení jako guvernéra přijala Jižní Dakota zákon, jímž byly zpřísněny umělé potraty. Než vstoupil do politiky, Rounds úspěšně působil v pojišťovnictví. Je katolického vyznání, od roku 1978 je ženatý a má čtyři děti.